# Igor Sergueï Klinki
Igor Sergei Klinki (né le 10 octobre 1959 à Kiev, Ukraine) est un poète et écrivain argentin.

## Biographie
Klinki abandonne sa ville natale à l'âge de 10 ans, quand sa famille décide de s'installer à Mar del Plata, Argentine. Il étudie l'architecture et le journalisme, sans y faire carrière, puisqu'en 1978, poursuivi par la dictature militaire instaurée deux années plus tôt, il est obligé de s'exiler en Espagne.
Il rentre à Mar del Plata en 1983, ville où il est définitivement établi. Il a été président de la Fondation de Poètes et directeur de son organe de diffusion, La Blinda Rosada, de 1995 à 2004.
Il a également publié sous les pseudonymes de Rafael San Martín, Antoine Jossé, Sergei Daviau, Roberto Escoda, María Fernanda Celtasso, Jan van der Chucky, etc.

## Œuvres
- Avant mon suicide, poésies, 1969
- Las nubes, théâtre, 1971
- Poèmes du jour suivant, poésies, 1976
- El deshabitante, roman, 1979
- Free Moscow, bande dessinée, 1981
- El sueño del viento, poésies, 1993
- Cité sans nom, poésies, 1997
- "L'écriture de soi ", dessin ,24 janvier 1997
- La tormentad, poésies, 1999
- Les jours et les jours, poésies, 2000
- Ou, texte expérimental sur Avoir ou être? d'Erich Fromm, 2000
- L'impossibilité d'amair, essai, 2001
- Un chien appelé Laura Ibáñez, 2003
- Vingt poèmes pour être lus dans le lit avec moi, poésies, 2003
- La nature du jeu, essai, 2006
- Femme jolie, 2006
- Drowsih, 2006
- Carrousel des mandibules, 2007